# Diferencia de oxígeno arteriovenoso
La diferencia de oxígeno arteriovenoso, o a-vO2 diff, es la diferencia en el contenido de oxígeno de la sangre entre la sangre arterial y la sangre venosa. Es una indicación de cuánto oxígeno se elimina de la sangre en los capilares a medida que la sangre circula en el cuerpo. La diferencia de a-vO2 y el gasto cardíaco son los factores principales que permiten la variación en el consumo total de oxígeno del cuerpo, y son importantes para medir el VO2. La diferencia de a-vO2 generalmente se mide en mililitros de oxígeno por 100 mililitros de sangre (ml/100 ml).

## Medición
La diferencia de oxígeno arteriovenoso generalmente se toma comparando la diferencia en la concentración de oxígeno de la sangre oxigenada en la arteria femoral, braquial o radial y la concentración de oxígeno en la sangre desoxigenada del suministro mixto encontrado en la arteria pulmonar (como un indicador de la suministro venoso mixto típico).
Poner en términos simples: 
a-vO2 diff = Ca - Cv
donde: 
- Ca = la concentración de oxígeno de la sangre arterial (sangre oxigenada)
- Cv = la concentración de oxígeno de la sangre venosa (sangre desoxigenada)

La unidad habitual para a-vO2 diff es mililitros de oxígeno por 100 mililitros de sangre (ml/100 ml), sin embargo, particularmente en usos médicos, se pueden usar otras unidades, como micro moles por mililitro (μmol/ml).
En la práctica, la diferencia de a-vO2 puede determinarse utilizando el Principio de Fick en lugar de tomar muestras de sangre directas. Para hacerlo, el consumo de oxígeno (VO2) se puede medir usando un espirómetro para detectar concentraciones gaseosas en el aire exhalado en comparación con el aire inhalado, mientras que el gasto cardíaco se puede determinar usando un ultrasonido Doppler.
La sangre arterial generalmente contendrá una concentración de oxígeno de alrededor de 20 ml/100 ml. Por lo tanto, la sangre venosa con una concentración de oxígeno de 15 ml/100 ml conduciría a valores típicos de la diferencia de a-vO2 en reposo de alrededor de 5 ml/100 ml. Sin embargo, durante el ejercicio intenso, la diferencia de a-vO2 puede aumentar hasta 16 ml/100 ml debido a que los músculos que trabajan extraen mucho más oxígeno de la sangre que en reposo.
Alternativamente, para encontrar la eficiencia de los pulmones en la reposición de los niveles de oxígeno en la sangre, la diferencia de a-vO2 se puede tomar comparando la sangre de la arteria pulmonar y la vena pulmonar; en este caso se obtendría un valor negativo para a-vO2 diff ya que el contenido de oxígeno de la sangre habría aumentado. 

## Impactos del ejercicio
El ejercicio físico conduce a un aumento en la diferencia de oxígeno arteriovenoso en todos los individuos. A medida que aumentan las intensidades de ejercicio, los músculos aumentan la cantidad de oxígeno que extraen de la sangre y, por lo tanto, esto aumenta aún más la diferencia de a-vO2.
La diferencia máxima de a-vO2 también suele ser mayor en atletas entrenados que en individuos no entrenados. Este es el resultado del ejercicio aeróbico que conduce a la hipertrofia de las fibras musculares de contracción lenta, principalmente debido al aumento de la capilarización. El aumento de los lechos capilares en el músculo significa que el suministro de sangre a ese músculo puede ser mayor y aumenta la difusión de oxígeno, dióxido de carbono y otros metabolitos. Con el entrenamiento, los músculos también mejoran su capacidad para extraer oxígeno de la sangre y procesar el oxígeno, posiblemente debido a adaptaciones de las mitocondrias y un aumento en el contenido de mioglobina del músculo. 
La investigación ha demostrado que después del comienzo del ejercicio hay un retraso en el aumento de la diferencia de a-vO2, y que la diferencia de a-vO2 solo tiene un impacto marginal en el cambio total en el VO2 en las primeras etapas del ejercicio. La mayor parte del aumento temprano en el consumo de oxígeno después de un cambio repentino en los niveles de ejercicio resulta del aumento del gasto cardíaco. Sin embargo, también se ha encontrado que el aumento en la diferencia máxima de a-vO2 resultante de las adaptaciones a un programa de entrenamiento físico puede explicar la mayor parte de la diferencia en el VO2 máximo en los sujetos que participan en el ejercicio submáximo.

## En medicina
La diferencia de oxígeno arteriovenoso también se usa en otras áreas de estudio, como la medicina y la investigación médica. Por ejemplo, el a-vO2 diff se ha utilizado para medir el flujo sanguíneo cerebral en pacientes comatosos, ayudando con su diagnóstico y tratamiento. El a-vO2 diff también se ha utilizado para determinar los efectos del entrenamiento físico en pacientes coronarios.